# 万事皆变
「万事皆变」（"Everything Changes"，又译：随机应变）是英国科幻电视剧《火炬木小组》的第1集，2006年10月22日在BBC第三台首播。

## 概要
Gwen Cooper巡察（英国最低等级的警察）碰巧遇到一个神秘组织，叫做“火炬木小组”。她好奇的探索他们的世界，却发现了她始料未及的事情。组员Suzie Costello 背叛了小组，开枪射杀了Jack Harkness 上校......

## 情节
夜晚，雨天。在卡迪夫的一条路上，一名男子被利器从身后刺中身亡。警察正忙着检验男子的尸体，这已经是第三个类似受害者了。Gwen巡察也及时赶到。突然一个叫“火炬木小组”的神秘组织一行四人闯了进来。警察们马上撤离，让他们接管现场。
Gwen爬上了临近的多层停车场去看个究竟。一个叫做Suzie Costello女人和一个穿着长外套的高个子美国人（他看起来是队长），拿出一个金属手套，让受害男子复活了2分钟。不幸了是，男子无法接受自己的死亡事实，也无法辨认凶手。两分钟后，男子又死了。高个子男人告诉死者，他是Jack Harness上校。突然他抬头朝Gwen大喊，Gwen吓了一跳后马上逃离现场。
第二天， Gwen在调解酒吧斗殴时受伤。在医院里，她认出了前一天晚上的高大男子在爬楼梯。她追了上去，但楼上封锁起来了。 Gwen询问医院值班员，答复是听说有化学污染。Gwen进入了封锁区，看见一个类似人类的生物站在走廊尽头。Gwen慢慢走进它，却明显发现它不是人类。但Gwen怀疑这是有人在用面具扮演一个恶作剧。这时，值班员进来看到了它，并惊叹于这个面具的精美。突然，它用尖牙一下子咬住了他的脖子。火炬木小组立即现身，制服了怪物。同时Jack鼓动Gwen立刻逃走。 
在停车场，Gwen看到火炬木小组的车正要离开，她马上开起警车跟踪。她同时打电话查其车牌号，却发现该车不存在。此外，唯一有关Jack上校的记录是他在1941年消失（见神秘博士2005年第10集：博士起舞）。Gwen跟随他们到Roald Dahl Plass（地名），正对着威爾斯千禧中心。而当她一时分心，神秘组织消失了。她的伙伴Andy来了，并告诉她医院所有人员都在，没有任何人消失。 
晚上， Gwen返回到广场，希望能发现点什么。她看Jubilee比萨店送外卖的骑着小摩托在附近转悠，于是决定去比萨店看看能不能找到一些线索。果然，比萨店给 “火炬木”送过外卖。Gwen带着比萨去了那个地址，结果那里看起来像一个旅游信息中心。Gwen谎称是给Harkness先生送比萨，于是一个穿西服的男子按下一个按钮，打开一扇隐藏的门，招呼她进去。Gwen坐电梯下去，然后经过一扇圆形大门，到达一个宽大的多层房间，房间正上方就是广场的喷泉。这个房间叫做“基地（Hub，中心）”。

## 演员
- Jack Harkness 上校（英语：Captain Jack Harkness） — 约翰·巴洛曼
- Gwen Cooper（英语：Gwen Cooper） — Eve Myles（英语：Eve Myles）
- Owen Harper（英语：Owen Harper） — 伯恩·戈曼
- Toshiko Sato（英语：Toshiko Sato） — 森尚子
- Ianto Jones（英语：Ianto Jones） — 加雷思·大衛-勞埃德
- Rhys Williams — 凱·歐文
- Suzie Costello（英语：List of Torchwood minor characters#Suzie Costello） — 英迪拉·瓦爾瑪
- 年轻警察 — Guy Lewis
- PC Andy（英语：List of Torchwood minor characters#PC Andy Davidson） — 湯姆·普萊斯
- SOCO — Jason May
- John Tucker — Rhys Swinburn
- Yvonne — Olwen Medi
- DI Jacobs — Gwyn Vaughan-Jones
- 长官 — Dion Davis
- 医院值班员 — Jams Thomas
- Weevil（英语：Weevil (Torchwood)） — Paul Kasey
- 保安 — Mark Heal
- 比萨店的小孩 — Gary Shepheard
- 某男 — Gwilym Havard Davies
- 某女 — Cathryn Davies

## 上下衔接
- 当Gwen最初到火炬木基地的时候，她经过一个透明容器，里面保存着一只手。这之手最初出现是在神秘博士中的"圣诞入侵"一集中。[1] 在第2集"初到之日"里，这只手也出现过。
- Jack在和Gwen谈话中谈到了“圣诞节的入侵”（伦敦上空的飞船），“世界末日（Doomsday，新版2005神秘博士第2集）”（金丝雀码头之战），以及每家每户出现的“人造人”（神秘博士剧情）。
- Jack还谈到了火炬木小组的其他分部：火炬木小组一部设在伦敦，不过在Canary Wharf之战中被毁；火炬木小组二部设在格拉斯哥（苏格兰西南部的港埠），由一个“非常奇怪的男人”指挥；火炬木小组四部失去联系了，不过Jack说“我们总有一天会找到它。”

## 美国首映
第1集万事皆变于2007年7月26日在美国Comic-Con International频道试探性的首播。该剧于2007年9月8日在BBC America上播出。